# Portobelo
Portobelo és un port natural i una ciutat situada a la República de Panamà. Fou una de les poblacions més importants d'Amèrica durant l'època colonial i era el port pel qual va passar la majoria de les riqueses que Espanya va embarcar cap a Europa procedents de la conquesta de l'actual Amèrica del Sud.
Portobelo està localitzat a la costa nord de l'Istme de Panamà, uns 50 km al nord-est de Colon (ciutat). Limita al nord amb el Mar Carib, al sud amb la província de Panamà, a l'est amb el districte de Santa Isabel i l'oest amb la Ciutat de Colón.
A Portobelo es pot arribar a través del mar o per via terrestre, seguint l'avinguda transítmica, a una distància de 49 km des de la ciutat de Colón i 105 km des de la ciutat de Panamà.
El novembre de 1739, durant la Guerra de l'orella de Jenkins, l'almirall Sir Edward Vernon atacà i destruí Portobelo en l'istme de Panamà, escassament defensat, amb èxit.
L'any 1976 a través de la Llei 91 es delimita el conjunt monumental històric de Portobelo. Comprèn l'àrea que ocupava l'antiga ciutat de Portobelo, les ruïnes dels castells de Santiago de la Gloria, el castell de San Felipe, El Fort trinxera de Sant Jeroni, el Fort Bateria i la Casa Forta de Santiago, les bateries Alta i Baixa i la Casa Forta de San Ferrando, les ruïnes del Fort Trinxera del primitiu Santiago, la bateria buenaventura, les ruïnes del Fort Farnesio, de la Trinxera de la Casa de la Pólvora, la duana, els baluards del recinte emmurallat anomenat San Cristobal, i les altres ruïnes que hi hagi dins i a la rodalia de la ciutat.
L'any 1980, les ruïnes de les fortificacions al costat del proper Fort de San Lorenzo van ser declarades Patrimoni de la Humanitat per la UNESCO dins del conjunt denominat Fortificacions de la costa caribenya del Panamà.